# Abu Bakar Bashir

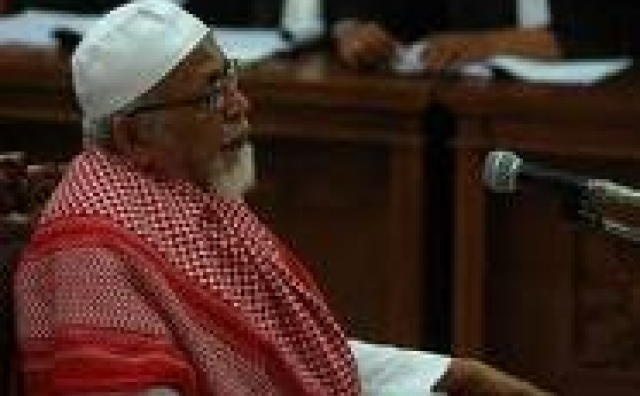
Abu Bakar Bashir in 2011

Abu Bakar Bashir, ook Abubakar Ba'asyir, alias Abdus Somad (Jombang (Oost-Java), 17 augustus 1938) is een Indonesisch islamitisch geestelijke van Arabische afkomst en leider van de Indonesische Moedjahedienraad (MMI), van wie veiligheidsdiensten zeggen dat hij het spirituele hoofd is van de islamistische terreurorganisatie Jemaah Islamiyah (JI), die op haar beurt is gelinkt aan Al Qaida. Bashir, die in slechte gezondheid verkeert, ontkent echter dat hij iets met JI heeft te maken. 
Bashir werd gearresteerd voor zijn aandeel in de bomaanslagen op Bali van 12 oktober 2002. Hij werd op 3 maart 2005 als samenzweerder tot dertig maanden gevangenisstraf veroordeeld maar begin juni 2006 vrijgelaten. Hij werd vrijgesproken van daadwerkelijk terrorisme. 